# 고창군과 부안군 간의 권한쟁의
고창군과 부안군 간의 권한쟁의(별칭: 고창군과 부안군 사이의 해상경계 사건)은 고창군과 부안군 사이에 곰소만 및 서남해 해상풍력 개발사업 관련된 경계에 대한 권한쟁의심판이다. 고창군이 서남해 해상풍력 개발사업 경계를 자기측에 유리하게 해달라고 권한쟁의(2016헌라8) 한 뒤에 부안군이 곰소만 경계를 바꿔달라고 권한쟁의심판(2018헌라2)을 냈다. 2019년 4월 11일 선고에서 위도와 고창군 사이 해역은 등거리선을 기준으로, 곰소만은 갯골 등을 기준으로 획정한 것으로 전해진다.

## 같이 보기
- 삼천포화력발전소#행정 구역 분쟁 : 같은 날 선고한 사건
- 곰소만
- 서남해 해상풍력 개발사업